# Gelasma acutissima
Gelasma acutissima är en fjärilsart som beskrevs av Walker 1861. Gelasma acutissima ingår i släktet Gelasma och familjen mätare. Inga underarter finns listade i Catalogue of Life.